# Bomb Jack
Bomb Jack (ボンジャック Bon Jakku?) är ett arkadspel från 1984, utgivet av Tehkan.

## Handling
Spelaren styr hjälten Jack. Någon har placerat ut bomber på turistställen sm Sfinxen och Gizaplatån, Akropolis, Neuschwanstein samt Miami Beach och Hollywood. Jack måste samla bomberna innan de exploderar.

### Fotnoter
1. ↑  ”Bomb Jack”. The International Arcade Museum. http://www.arcade-museum.com/game_detail.php?game_id=7180. Läst 5 oktober 2013.